# 美首鰈
美首鰈為輻鰭魚綱鰈形目鰈亞目鰈科的其中一種，為溫帶海水魚，分布於東大西洋挪威至西班牙北部；西大西洋加拿大聖羅倫斯灣至美國北卡羅萊納州海域，棲息深度18-1570公尺，有眼睛的一邊短於頭部的胸鰭，胸鰭的末梢部部份黑色，在頭部的沒有眼睛的一邊上有大的黏液孔，鱗片粗糙，背鰭軟條95-120枚;臀鰭軟條85-102枚，體長可達60公分，棲息在泥底質底層水域，以魚類、甲殼類、海星等為食，生活習性不明，可做為食用魚。